# Orzubek Nazarov
Orzubek Nazarov est un boxeur soviétique puis kirghize né le 30 août 1966 à Kant, en RSS kirghize (Union soviétique).

## Carrière
Champion d'Europe de boxe amateur à Turin en 1987 et médaillé de bronze aux championnats du monde de Reno en 1986 dans la catégorie poids légers, il passe professionnel en 1990 et devient champion d'Asie OPBF en 1992 puis champion du monde des poids légers WBA le 30 octobre 1993 après sa victoire aux points contre Dingaan Thobela. Nazarov défend à 6 reprises sa ceinture avant de s'incliner aux points face au français Jean-Baptiste Mendy le 16 mai 1998. Il met un terme à sa carrière après ce combat sur un bilan de 26 victoires et 1 défaite.

## Référence
1. ↑  (en) Dingaan Thobela vs. Orzubek Nazarov I (boxrec.com)